# Kościół św. Antoniego Padewskiego w Jarocinie
Kościół św. Antoniego Padewskiego – polski rzymskokatolicki kościół parafialny położony w Jarocinie przy ulicy Franciszkańskiej 3, należący do dekanatu jarocińskiego w diecezji kaliskiej.

## Historia kościoła
Kościół parafialny w Jarocinie został wybudowany w latach 1976-1978.